# Кострома (Белгородская область)
Кострома — село в Прохоровском районе Белгородской области. Входит в состав Прелестненского сельского поселения.

## География
Находится в северной части Белгородской области, в лесостепной зоне, в пределах юго-западного склона Среднерусской возвышенности, на левом берегу реки Псёл, на расстоянии примерно 11 километров (по прямой) к западу-юго-западу от Прохоровки, административного центра района. Абсолютная высота — 181 метр над уровнем моря.

## История
В Обоянском уезде на участке, входившим в помещичий земельный массив слободы Прохоровки, располагался хутор Кострома, получивший свое название по фамилии крестьянина, который имел самый большой надел земли. До образования хутора на этих землях располагалась барская экономия и  сад. Во второй половине XIX века группа государственных крестьян, или как их называли «водворенных на собственных землях» или «участковые четвертные владельцы», имели по несколько десятин земли, в удалении от основных населенных пунктов. Это было несколько неудобно в логистическом плане и по этой причине стали образовываться хутора. Некоторые помещики сдавали свои земли в аренду, другие продавали. Так одним из крупных владельцев земельных участков стал выходец из ближайшего села Кочетовки, в котором до нашего времени сохранились потомки фамилии Костромицкие. 
Временем образования хутора Кострома, как самостоятельного объекта, принято считать 20-е годы XX века. До революции основным видом деятельности было выращивание сахарной свеклы, которую поставляли в дальнейшим на Береговской винокуренный завод. 
С приходом коллективизации в деревне была образована коммуна (1921 год), а в 1929 году - колхоз «Коминтерн».
Во время Великой Отечественной войны, а именно в 1943 году село было практически разрушено в ходе ожесточенных боев. В 1944 году на месте боев в деревне Кострома была установлена мемориальная плита в честь памяти павших защитников родины.
В 1950-е годы началось восстановление социальных объектов, были открыты:  магазин, детский сад, сельский клуб, молочно-товарная ферма. Развитие этого населенного пункта длилось недолго, в 70-80-х годах закрылись все организации, население уменьшилось до менее 40 жителей.

### Климат
Климат характеризуется как умеренно континентальный, с относительно мягкой зимой и тёплым продолжительным летом. Среднегодовая температура воздуха — 5,4 °C. Средняя температура воздуха самого холодного месяца (января) — −9,2 °C; самого тёплого месяца (июля) — 16,4 — 24,3 °C. Безморозный период длится в среднем 155—160 дней. Годовое количество атмосферных осадков — 527—595 мм, из которых большая часть выпадает в тёплый период.

### Часовой пояс
Село Кострома как и вся Белгородская область, находится в часовой зоне МСК (московское время). Смещение применяемого времени относительно UTC составляет +3:00.

## Население
| 2002 | 2010 |
| ---- | ---- |
| 33   | ↘25  |

### Половой состав
По данным Всероссийской переписи населения 2010 года в гендерной структуре населения мужчины составляли 56 %, женщины — соответственно 44 %.

### Национальный состав
Согласно результатам переписи 2002 года, в национальной структуре населения русские составляли 94 %.